# Tsoukatosia subaii
Tsoukatosia subaii is een slakkensoort uit de familie van de Clausiliidae. De wetenschappelijke naam van de soort is voor het eerst geldig gepubliceerd in 2009 door Hunyadi & Szekeres.